# Agabus hummeli
Agabus hummeli är en skalbaggsart som först beskrevs av Falkenström 1936.  Agabus hummeli ingår i släktet Agabus och familjen dykare. Inga underarter finns listade i Catalogue of Life.